# Studio Ghibli
Studio Ghibli (яп. 株式会社スタジオジブリ, Kabushiki-gaisha Sutajio Jiburi, укр. «Акціонерне товариство „Студія Ґіблі“»; англ. Studio Ghibli) — японська анімаційна студія. Її анімаційні фільми широко відомі в усьому світі.
Логотип студії Ґіблі являє собою Тоторо зі славетного аніме «Мій сусід Тоторо» Міядзакі Хаяо.

## Назва
Назва студії походить від назви італійських Caproni розвідувальних літаків, що використовувалися Італією під час Другої світової війни в пустелі Сахара. Ця назва, в свою чергу, походить від лівійського слова, яке означає гарячий вітер, що віє над пустелею (також відомий як сироко).

## Історія
Студія Ґіблі була заснована у 1985 році відомим режисером та сценаристом Міядзакі Хаяо, який став директором студії, та його колегою і учителем Такахата Ісао, та продюсером Судзукі Тошіо (鈴木敏夫). Хоча її джерела, очевидно, сягають два роки раніше, коли у 1983 році почалася робота над аніме «Наусіка з Долини Вітрів» (風の谷のナウシカ — Kaze no tani no Naushika, 1984), за мотивами однойменної манги. Успіх цього фільму призвів до створення студії Ґіблі, і, так як над його створенням працювала творча команда, що пізніше утворила студію Ґіблі, «Навсікаю з долини вітрів» часто включають до списку фільмів, і називають першим фільмом студії Ґіблі.
Найвідоміший фільм студії, режисером якого не був Міядзакі, «Могила світлячків» Такахати Ісао, сумний фільм, що оповідає історію двох сиріт в кінці Другої Світової війни в Японії. Цей фільм став єдиним фільмом студії, який компанія Disney відмовилася розповсюджувати.
У жовтні 2001 року у місті Мітака було відкрито музей студії Ghibli. Експонати музею присвячені фільмам студії і мистецтву та техніці анімації загалом.

## Фільми

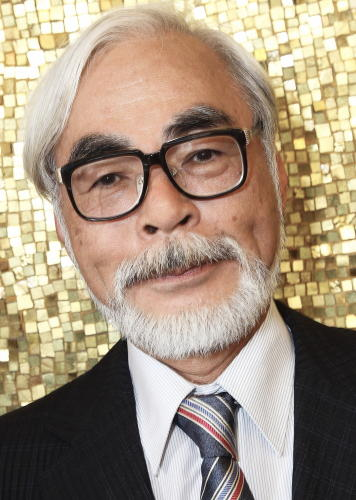
Міядзакі Хаяо, співзасновник студії Ґіблі та режисер багатьох її фільмів

| Рік  | Назва                                 | Режисер            | Сценарист                                   | Продюсер(и)                       |
| ---- | ------------------------------------- | ------------------ | ------------------------------------------- | --------------------------------- |
| 1986 | Небесний замок Лапута                 | Міядзакі Хаяо      | Міядзакі Хаяо                               | Такахата Ісао                     |
| 1988 | Могила світлячків                     | Такахата Ісао      | Такахата Ісао                               | Хара Тору                         |
| 1988 | Мій сусід Тоторо                      | Міядзакі Хаяо      | Міядзакі Хаяо                               | Хара Тору                         |
| 1989 | Відьмина служба доставки              | Міядзакі Хаяо      | Міядзакі Хаяо                               | Міядзакі Хаяо                     |
| 1991 | Ще вчора                              | Такахата Ісао      | Такахата Ісао                               | Судзукі Тошіо                     |
| 1992 | Порко Россо                           | Міядзакі Хаяо      | Міядзакі Хаяо                               | Судзукі Тошіо                     |
| 1993 | Я чую море                            | Мочідзукі Томомі   | Такахаші Нодзому, Сейджі Окуда              | Судзукі Тошіо                     |
| 1994 | Помпоко: Війна танукі в період Хейсей | Такахата Ісао      | Такахата Ісао                               | Судзукі Тошіо                     |
| 1995 | Шепіт серця                           | Кондо Йошіфумі     | Міядзакі Хаяо                               | Судзукі Тошіо                     |
| 1997 | Принцеса Мононоке                     | Міядзакі Хаяо      | Міядзакі Хаяо                               | Судзукі Тошіо                     |
| 1999 | Мої сусіди Ямада                      | Такахата Ісао      | Такахата Ісао                               | Судзукі Тошіо                     |
| 2001 | Віднесені привидами                   | Міядзакі Хаяо      | Міядзакі Хаяо                               | Судзукі Тошіо                     |
| 2002 | Котяча вдячність                      | Моріта Хіроюкі     | Йошіда Рейко                                | Нодзому Такахаші, Судзукі Тошіо   |
| 2004 | Мандрівний замок                      | Міядзакі Хаяо      | Міядзакі Хаяо                               | Судзукі Тошіо                     |
| 2006 | Сказання Земномор'я                   | Міядзакі Ґоро      | Міядзакі Ґоро, Ніва Кейко                   | Судзукі Тошіо                     |
| 2008 | Рибка Поньо на кручі                  | Міядзакі Хаяо      | Міядзакі Хаяо                               | Судзукі Тошіо                     |
| 2010 | Позичайка Аріетті                     | Йонебаяші Хіромаса | Міядзакі Хаяо, Ніва Кейко                   | Судзукі Тошіо                     |
| 2011 | Kokuriko-zaka Kara                    | Міядзакі Ґоро      | Міядзакі Хаяо, Ніва Кейко                   | Судзукі Тошіо                     |
| 2013 | Здійнявся вітер                       | Міядзакі Хаяо      | Міядзакі Хаяо                               | Судзукі Тошіо                     |
| 2013 | Казка про принцесу Каґую              | Такахата Ісао      | Такахата Ісао, Сакаґучі Ріко                | Нішімура Йошіакі, Уджііе Сейічіро |
| 2014 | Спогади про Марні                     | Йонебаяші Хіромаса | Йонебаяші Хіромаса, Ніва Кейко, Андо Масаші | Нішімура Йошіакі, Судзукі Тошіо   |
| 2020 | Ая та відьма                          | Міядзакі Ґоро      | Ніва Кейко, Emi Gunji                       | Судзукі Тошіо                     |
| 2023 | Як ти живеш?                          | Міядзакі Хаяо      | Міядзакі Хаяо                               | В очікуванні                      |

### Спільні проекти з іншими студіями
- «Crayon Shin-chan» (1992) (Shin-Ei Animation)
- «Azumanga Daioh» (2002) (J.C.Staff)
- «Сталевий алхімік» (2003) (BONES)
- «Tekkonkinkreet» (2006) (Studio 4°C)
- «Gurren Lagann» (2007) (Gainax)
- «Shikabane Hime» (2008) (Gainax і Feel)
- «Tsubasa: Reservoir Chronicle» (2009) (Production I.G)